# Велень (Горж)
Велень, Велені (рум. Văleni) — село у повіті Горж в Румунії. Входить до складу комуни Плопшору.
Село розташоване на відстані 217 км на захід від Бухареста, 33 км на південь від Тиргу-Жіу, 57 км на північний захід від Крайови.

## Населення
За даними перепису населення 2002 року у селі проживали 1099 осіб, усі — румуни. Усі жителі села рідною мовою назвали румунську.